# Edward Gibbon
Edward Gibbon, född 27 april (g.s.)/8 maj (n.s.) 1737 i Putney, London, England, död 16 januari 1794 i London, England, var en brittisk historiker.
Edward Gibbon är mest känd för The History of the Decline and Fall of the Roman Empire (1776-1788), där han skildrar Romarrikets nedgång. Verket är något så ovanligt som ett historiskt verk från 1700-talet som fortfarande läses och ges ut i nya upplagor. Han presenterade den första volymen för hertigen av Gloucester, kung Georg III:s bror. När den andra volymen av det odödliga verket kom ut och gavs till hertigen, yttrade denne en klassisk replik;
"Another damned, thick, square book! Always scribble, scribble, scribble! Eh! Mr Gibbon?"
Gibbon betraktas som Englands störste historiker genom tiderna.

## Biografi
Edward Gibbon föddes i London, som enda barnet, växte upp i Hampshire, och var ofta sjuk under uppväxten. Föräldrarna hade inte tid med honom, och modern dog när han ännu var ung. När han var femton år skrev fadern in honom vid Magdalen College i Oxford, där han stannade i fjorton månader, enligt egen utsago, utan att företaga några studier alls. Han kom där i kontakt med katolicismen, och konverterade, vilket i hans miljö sågs som en skandal, varför han sändes hem. Fadern var så upprörd, att han skickade honom till Lausanne, för att återbörda honom till protestantismen. I Lausanne togs han omhand av pastor Daniel Pavillard.
Lausanne hade sekulariserats och blivit ett fäste för humanismen. I trakten runt Genèvesjön samlades fritänkande filosofer och historiker från Europa, som inte kunnat stanna i sina hemländer. I sina memoarer har Gibbons förklarat att han har allt att tacka Lausanne för, att han fann sin rätta natur och hans begåvning kom i blom. Han tog där avstånd från sin brittiska fostran, och absorberade de ideal som uppstått söderut; idéer som framfördes av Voltaire, Montesquieu, med flera. Därmed blev franskan det språk han använde som författare i sitt första verk, och inte engelska.
1761 skrev Gibbon sitt första verk, Essai sur l'étude de la littérature, som han gav ut i England, dit han återvände samma år. Han hade därmed kommit till en vändpunkt, för hans mål i livet stod plötsligt klart. Han skulle förena Montesquies och antikens exakta lärdom, och skriva ett stort historieverk.
Åren i Lausanne fick honom att intellektuellt ta avstånd från England. Eftersom Montesquieu blivit populär i Skottland, fann Gibbon flera vänner därifrån, som också influerats av de nya idéströmningarna. Adam Smith var en av dessa vänner, samt Adam Ferguson och David Hume.
Han flyttade tillbaka till Lausanne 1763, då kriget på kontinenten upphört. Därifrån reste han året därpå till Rom, och denna vistelse fick honom att bestämma sig för att skriva om stadens historia. Han reste tillbaka till England 1765, blev invald i parlamentet, och började sitt verk, redan en välkänd person i London. 1776 utkom den första volymen av Romerska rikets nedgång och fall, och den andra tre år senare. 1783 flyttade han återigen tillbaka till Lausanne, där han 27 juni 1787 slutförde sitt arbete med historieverket, sittande i sitt lusthus.
På grund av all uppmärksamhet, även kritik, efter särskilt första volymen, skrev han sina memoarer, Memoirs of my Life and Writings, vilken utgavs postumt av lord Sheffield, som även var hans testamentsexekutor. I sitt testamente gav han en stor andel av sin förmögenhet till andra av samtidens stora lärde och vetenskapsmän.

## Eftermäle
Asteroiden 10334 Gibbon är uppkallad efter honom.

## Romerska rikets nedgång och fall
Edward Gibbon har själv berättat i sina memoarer att det framför allt var Montesquieu som i ett intellektuellt perspektiv påverkade honom att skriva Romerska rikets nedgång och fall. Sättet att hantera det historiska stoffet, källkritiken och den sekulariserade historisk-kritiska metoden, är alla barn av upplysningen och de liberala idéer som florerade i Lausanne. Till skillnad från flera samtida historiker, och sin sekularism till trots, framträder stundom deistiska förklaringsmodeller i verket. Vid ett tillfälle blev han mycket förnärmad över att kallas fritänkare, och förklarade att han var en god protestant, erkände statskyrkan, och trodde på den kristna lärans mysterier och lärosatser. I samband med detta tog han avstånd från Voltaires religionssyn. 
Hans uttalade syfte var även att skriva en underhållande historia, det vill säga en framställning som kunde nå fram till den breda läsekretsen, eftersom han i första hand ville sprida lärdom om det romerska riket.
Historieverket behandlar den senromerska epoken fram till renässansen. Den tar sin början i Antoninernas tid, från kejsar Domitianus regeringstid, och fortsätter med kristendomens genombrott, Julianus Apostata, det västromerska rikets fall, goternas seger, langobardernas invasion, bysantinska riket, araberna och Muhammed, korstågen, bildstriden, Djingis Khans erövringar, och hur Rom slutligen blev kristendomens huvudstad under slutet av medeltiden.
Verket kan delvis ses som en kyrkohistoria, på grund av den epok som behandlas och skådeplatsen för historien. Själv var Gibbon förhållandevis kritisk mot Kyrkan, och ansåg att den ibland förhindrade olika former av framåtskridande. Främst ogillade han klosterväsendet, och menade att man där gjorde av med för mycket av Kyrkans rikedom. Sådana åsikter är inte särskilt framträdande i verket, men desto mer hans frihetsideal, som bland annat tar sig uttryck i fördömande av slaveri.
Hans störste kritiker var Thomas Carlyle, som menade att verkets sarkasmer var elaka, att stilen var blomsterrik, noterna ofta gemena, och att han var i avsaknad av dygdiga känslor. Carlyle kunde emellertid inte annat än råda till att läsa verket, för trots allt bildade verket ”en epok i ens själs historia”. Verket ogillades av den katolska kyrkan och blev tillagt i dess lista av förbjudna böcker.
Som historieverk betraktat brukar Romerska rikets nedgång och fall fortfarande anses besitta stora kvaliteter, och det utges fortfarande i nya upplagor.